# Baian
Baian (en rus: Баян) és un poble de la República de Buriàtia, a Rússia, segons el cens del 2010 tenia 40 habitants.